# Francis Rose
Sir Francis Cyril Rose, 4° baronetto di Montreal Rose (Moor Park, 18 settembre 1909 – Londra, 19 novembre 1979) è stato un pittore inglese.

## Biografia

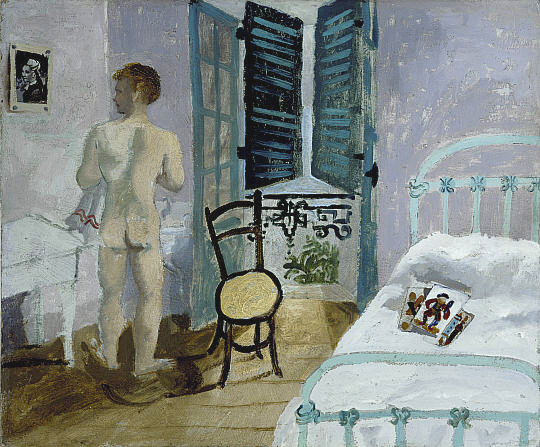
Christopher Wood, Nude in a bedroom. Francis Rose, 1930

Nato a Moor Park (Hertfordshire) il 18 settembre 1909, Francis Rose era figlio di Laetitia Rouy, una ricca agente d'arte franco-spagnola, e di Cyril Stanley Rose (1874-1915), uno scozzese dal quale ereditò il titolo di Baronetto di Montréal Rose e un ricco patrimonio.
Da adolescente le conoscenze della madre lo mettono in contatto con l'avanguardia francese rappresentata principalmente da Jean Cocteau, che Rose incontra in Costa Azzurra; conosce Isadora Duncan, Natalie Clifford Barney, Radclyffe Hall, Christian Bérard, Max Jacob e il giovanissimo George Platt Lynes.
Francis Rose esordì dipingendo le scenografie per i Balletti russi di Sergej Pavlovič Djagilev, per il quale talvolta lavorò in collaborazione con il suo amante Christopher Wood, un altro pittore inglese. Gertrude Stein diede slancio alla sua carriera commissionandogli diversi dipinti, tra cui il proprio ritratto. Realizzò anche le illustrazioni per il libro di cucina di Alice B. Toklas. Rose rimase amico di entrambe le donne, andando a trovarle spesso a Parigi e a Pechino.

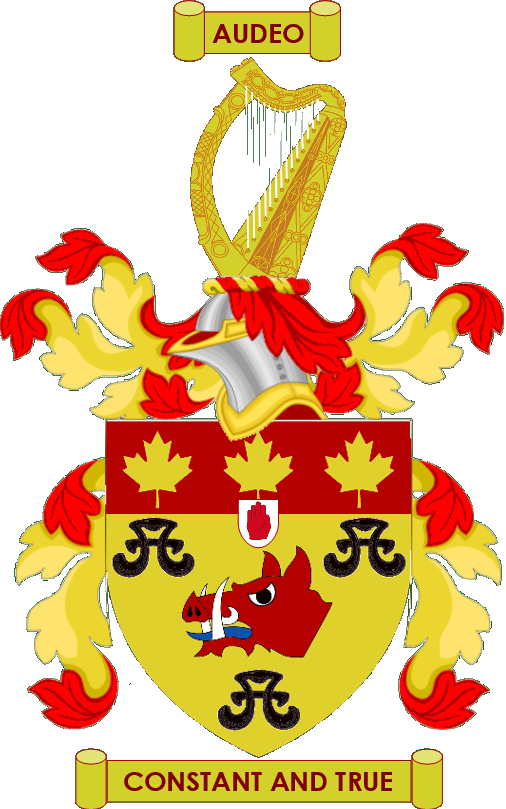
Stemma araldico di Sir Francis Cyril Rose

Nel 1930, grazie al padrino Franz von Papen, conobbe il gerarca nazista Ernst Röhm, di ventitré anni più anziano di lui, con il quale ebbe una relazione sentimentale che nelle sue memorie descrisse con enfasi come platonica. In quello stesso anno tenne la sua prima grande mostra nella galleria parigina di Maria Cuttoli, che condivise con Salvador Dalí.
Negli anni '30 tenne numerose mostre e vendette opere a Parigi, Londra, Chicago e New York. Durante il suo soggiorno a Parigi tra il 1929 e il 1936 si formò con gli artisti Francis Picabia e Josep Maria Sert.
Quando Röhm fu assassinato nel 1934 su ordine di Hitler durante la Notte dei lunghi coltelli, Rose, che si stava riprendendo dall'epatite in Costa Azzurra, era assente dalla casa che condividevano in Baviera. Segnato da questa scomparsa, lasciò l'Europa per viaggiare in Asia prima di stabilirsi a Pechino, dove incontrò un altro omosessuale in esilio, lo scrittore e sinologo Harold Acton. In seguito all'invasione giapponese del 1937 entrambi dovettero fuggire dalla Cina. Inoltre, in seguito all'appropriazione indebita e alla bancarotta del suo manager Richard Whitney, Rose si ritrovò in difficoltà finanziarie.
Nel 1938 una mostra retrospettiva delle sue opere si tenne al Petit Palais di Parigi.
Francis Rose viaggiò in Francia, Nord Africa e Italia con la scrittrice Dorothy Carrington (1910-2002), che sposò nel 1942. I due divorziarono nel 1966, anno in cui l'artista tenne una mostra retrospettiva alla South London Gallery. Francis Rose visse i suoi ultimi anni in povertà aiutato da alcuni amici, tra cui Cecil Beaton. Morì il 19 novembre 1979 in Charing Cross Road a Londra.